# .es
.es је највиши Интернет домен државних кодова (ccTLD) за Шпанију.